# Contea di Östergötland
La contea di Östergötland o Östergötland län è una delle contee o län della Svezia situata nella parte sud-est del paese.
Confina con le contee di Kalmar, Jönköping, Västra Götaland, Örebro, Södermanland e con il mar Baltico.

## Comuni
|  | - Boxholm - Finspång - Kinda - Linköping - Mjölby - Motala - Norrköping - Söderköping - Vadstena - Valdemarsvik - Ydre - Åtvidaberg - Ödeshög |